# Castillo de Navardún
El castillo de Navardún se alza sobre un altozano rocoso próximo a la localidad zaragozana de Navardún controlando el río Onsella.

## Historia
Existen referencias documentadas de la localidad anteriores a la época de Sancho Garcés I de Pamplona, pero no así de su castillo que no aparece hasta el año 1198, ligado a los obispos de Navarra. Sin embargo el castillo que ha llegado hasta nuestros días no puede ser anterior a finales del siglo XIII. Formaba parte de un conjunto de edificaciones de carácter defensivo, que protegían la Valdonsella, así como el acceso al valle del río Aragón, junto con el castillo de Royta, el castillo de Sos, el castillo de Sibirana, el castillo de Luesia, el castillo de Uncastillo o el castillo de Biel.

## Descripción
Se trata de un imponente torreón de planta rectangular de unos veintiséis metros de altura construido con fines residenciales-defensivos y vinculado a los obispos de Pamplona, siendo, tras la Torre de Biel el más alto de todo Aragón. Está construido en sillería sobre unos cimientos de cantos rodados unidos por arena y arcilla. La torre se encuentra dividida en cuatro plantas, de las que la primera se encuentra semienterrada. Además de la torre existe un recinto amurallado, dentro del cual existían otros edificios de servicios. De este recinto, apenas han llegado unos restos hasta nuestros días. A principios del siglo XXI se produjo una restauración integral del monumento.